# NGC 2362
NGC 2362 (také známá jako Caldwell 64) je otevřená hvězdokupa v souhvězdí Velkého psa vzdálená přibližně 4 800 světelných let. Objevil ji italský astronom Giovanni Battista Hodierna v roce 1654. Hvězdokupa je soustředěna kolem hvězdy magnitudy 4,4 Tau Canis Majoris, která je její nejjasnější hvězdou a podle které někdy bývá nazývána Tau Canis Majoris Cluster. Hvězdokupa je poměrně mladá, její odhadované stáří je 4 až 5 milionů let.
Je také velmi hmotná, její hmotnost se odhaduje na 500 hmotností Slunce.
S hvězdokupou souvisí i velká mlhovina Sh2-310, která leží ve stejné vzdálenosti.

## Pozorování

Poloha NGC 2362 v souhvězdí Velkého psa

Na obloze se nachází 2,5° severovýchodně od hvězdy δ CMa s magnitudou 1,8, ve směru velmi bohatého pouhým okem viditelného hvězdného pole. 0,4 stupně severně od hvězdokupy se nachází zákrytová dvojhvězda typu beta Lyrae 29 CMa, 1 stupeň jihovýchodně od hvězdokupy leží červený veleobr VY Canis Majoris a dalších 30' východně mlhovina Sh2-310, která je vidět pouze na fotografiích s dlouhou expozicí.
Hvězdokupa je velmi zhuštěná a obklopuje dvojhvězdu Tau Canis Majoris s celkovou magnitudou 4,4, která svým jasem ztěžuje pozorování hvězdokupy, protože když pomineme jednu hvězdu sedmé magnitudy na okraji, jsou její hvězdy 9. magnitudy a slabší. Dalekohled o průměru 100 mm je schopen ji zcela rozložit na jednotlivé hvězdy i rozlišit obě složky centrální dvojhvězdy.
Její střední jižní deklinace je poněkud výhodnější pro pozorovatele na jižní polokouli, přestože je cirkumpolární pouze z velkých jižních zeměpisných šířek; na severní polokouli je její pozorování omezeno pouze ve velkých severních zeměpisných šířkách, takže je pozorovatelná téměř ze všech obydlených oblastí Země. Nejvhodnější období pro její pozorování na večerní obloze je od prosince do dubna.

## Historie pozorování
NGC 2362 pravděpodobně objevil Giovanni Battista Hodierna kolem roku 1654. William Herschel ji nezávisle spoluobjevil 4. března 1783
a popsal ji jako pěknou a velmi bohatou hvězdokupu tvořenou velmi jasnými hvězdami. Jeho syn John ji později znovu pozoroval a zařadil ji do svého katalogu mlhovin a hvězdokup General Catalogue of Nebulae and Clusters pod číslem 1513.

## Vlastnosti

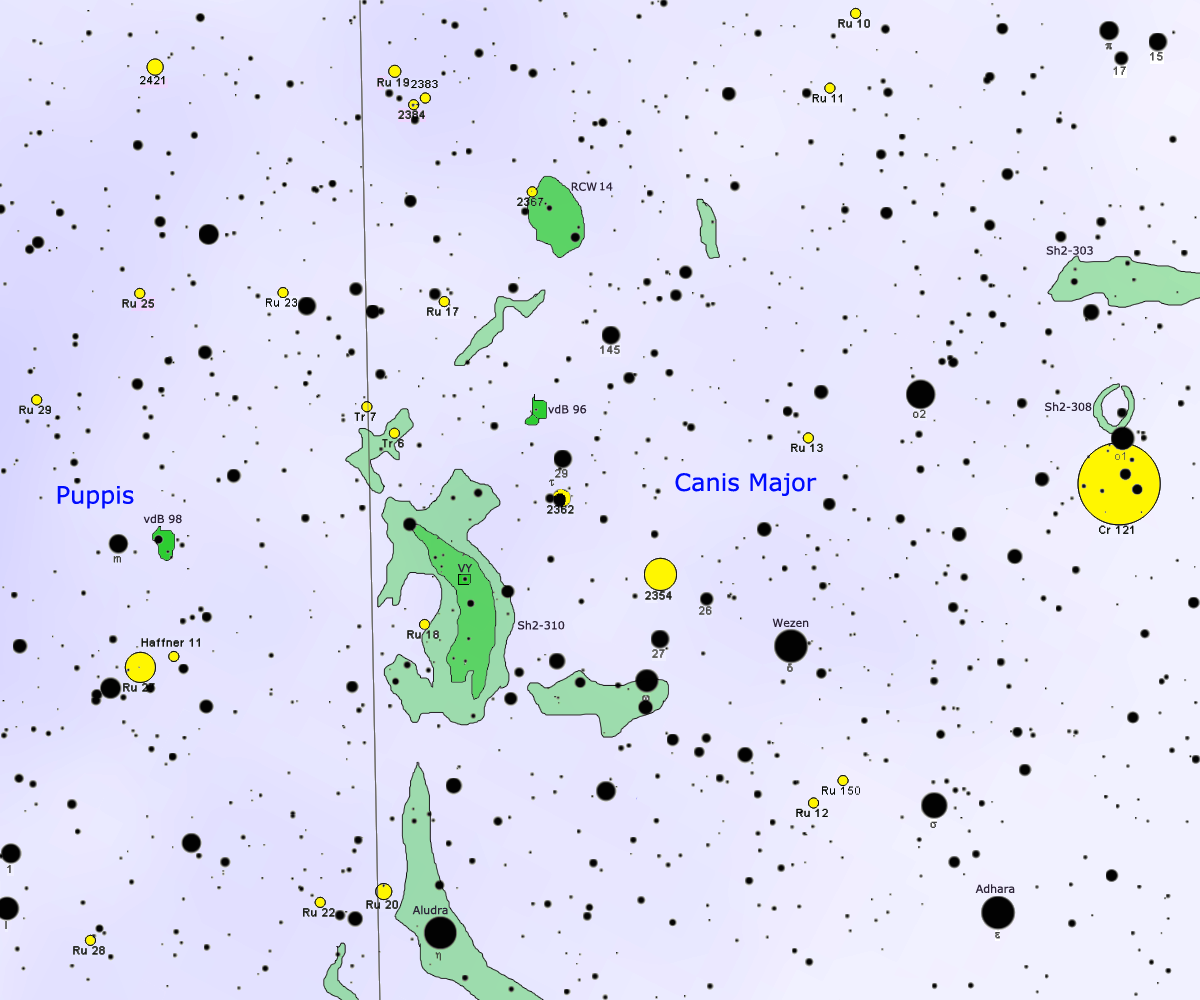
Poloha mlhoviny Sh2-310

NGC 2362 je velmi bohatá, silně zhuštěná a docela jasná hvězdokupa. Obsahuje asi tři tucty hvězd spektrálního typu O a B a dalších více než 100 hvězd s malou hmotností, které ještě nepřešly na hlavní posloupnost. Nachází se ve vzdálenosti přibližně 4 800 světelných let od Země v rameni Orionu, ve větvi pravděpodobně mířící pryč od středu Galaxie.
Hvězdokupa vznikla uvnitř obrovského molekulárního mračna, jehož zbytky jsou viditelné zejména východně od hvězdokupy a tvoří HII oblast s označením Sh2-310. Navzdory svému mladému věku není hvězdokupa obklopena mlhovinou. Z toho se usuzujeme, že hvězdné větry hmotných hvězd již od doby vzniku hvězdokupy stihly všechen plyn a prach odehnat. V mračnu je tedy kolem hvězdokupy rozpínající se dutina o průměru přibližně 30', na jejímž okraji se hromadí odehnaný plyn.
Hvězdokupě vévodí modrý veleobr Tau Canis Majoris, který je dobře viditelný i pouhým okem. Průměr hvězdokupy jsou pouhé 3 parseky. Většina jejích hvězd, zejména méně hmotných, má protoplanetární disk. Hvězdokupa je poměrně mladá, její odhadované stáří je 4 až 5 milionů let a hvězdy typu T Tauri v ní obsažené mají odhadovaný věk 1,8 až 5 milionů let (závisí na použitém modelu). Díky svému mladému věku byla hvězdokupa vybrána pro studium tvorby planet kolem hvězd podobných Slunci.